# Război
Războiul este un conflict, scurt sau de durată, între două sau mai multe grupuri, categorii sociale sau state, pentru realizarea unor interese financiare, etnice, teritoriale, economice și/sau politice.
Jumătate din cei înhumați într-o necropolă din Nubia, veche de peste 12.000 de ani prezintă semne ale unei morți violente.
Numai în Europa vestică, în perioada scursă de la sfârșitul secolului al XVIII-lea, au avut loc cel puțin 150 de conflicte militare și  600 de bătălii aferente acestora.
- Război civil = luptă armată între două sau mai multe grupări politice de orientări diferite din interiorul unui stat în vederea schimbării ordinii politice și de stat sau pentru menținerea celei existente.

- Război de independență' = este un conflict militar de creare a unui stat suveran

- Război rece = stare de încordare, de tensiune în relațiile internaționale, provocată de politica de ostilitate a unor state față de altele, care nu ia totuși forma unui conflict armat.

- Război psihologic = stare de tensiune, de hărțuială nervoasă, psihică, inițiată și întreținută cu scopul de a zdruncina moralul forțelor adverse și de a demoraliza populația.

- Stare de război = beligeranță.

Legea marțială = legea războiului